# Daniele Masala
Daniele Masala (Roma, 12 de fevereiro de 1955) é um ex-pentatleta italiano, campeão olímpico. 

## Carreira
Daniele Masala representou seu país nos Jogos Olímpicos de 1976, 1984 e 1988, na qual conquistou a medalha de ouro, no pentatlo moderno, em 1984 no individual e por equipes. 